# Alophosia azorica
Alophosia azorica är en bladmossart som beskrevs av Jules Cardot 1905. Alophosia azorica ingår i släktet Alophosia och familjen Polytrichaceae. Inga underarter finns listade i Catalogue of Life.